# Aloysio José Leal Penna
Aloysio José Leal Penna SJ (ur. 7 lutego 1933 w Piquete, zm. 19 czerwca 2012 w Belo Horizonte) – brazylijski duchowny katolicki, biskup diecezji Paulo Afonso, następnie arcybiskup metropolita Botucatu w latach 2000-2008.

## Życiorys
Wstąpił do zakonu jezuitów, w którym złożył śluby zakonne 15 sierpnia 1966.
Święcenia kapłańskie przyjął 21 grudnia 1963. Był m.in. rektorem Kolegium św. Ignacego w Rio de Janeiro (1978-1984).

### Episkopat
21 maja 1984 został mianowany przez papieża Jana Pawła II biskupem diecezji Paulo Afonso. Sakry biskupiej udzielił mu 22 lipca tegoż roku kard. Avelar Brandão Vilela.
30 października 1987 został koadiutorem diecezji Bauru. Rządy w diecezji objął 4 września 1990.
7 czerwca 2000 został arcybiskupem metropolitą Botucatu. 19 listopada 2008 przeszedł na emeryturę.
Zmarł w szpitalu w Belo Horizonte 19 czerwca 2012.